# Iucatã
Iucatã (português brasileiro) ou Iucatão (português europeu), ou ainda Jucatão, (em castelhano: Yucatán) é um estado do México, localizado no norte da península de Iucatã, fazendo limite com os estados mexicanos de Campeche e Quintana Roo (o qual foi, até ao início do século XX, parte do estado do Iucatã). Sua principal fonte de renda é o turismo.

## Política

### Governo
A Constituição de Iucatã estabelece a separação de poderes ao poder Executivo, Legislativo e Judiciário. O poder Executivo é exercido pelo Governador de Iucatã e o legislativo pelo Congresso de Iucatã, que é uma legislatura unicameral composto por 25 deputados. O governador e os deputados são eleitos por sufrágio universal e voto secreto. O Poder Judiciário é exercido pelo Tribunal de Justiça do Estado Superior.
De acordo com a Constituição, o exercício do poder Executivo desta entidade mexicana é investido em um único indivíduo, chamado o governador do Estado Livre e Soberano de Iucatã, que é eleito por um período de seis anos, com início em 1 de Outubro, ano de eleições. Atualmente, o período governamental começa em 1 de Outubro do ano da eleição e termina em 30 de setembro, depois de terem decorrido seis anos.

#### Divisão político-administrativa
O estado de Iucatã é dividido em 106 municípios, organizados em 13 distritos administrativos, 9 regiões geográficas, de acordo com o Instituto Nacional para o Federalismo e o Desenvolvimento Municipal (INAFED), são 7 regiões econômicas, de acordo com o Ministério do Planejamento e Orçamento.
A base constitucional dos municípios localizados na Constituição mexicana no artigo 115, que afirma:
"Estados-Membros adotaram para o sistema interno, a forma de republicano, representativo, popular, com base em sua divisão territorial e de organização política e administrativa, o município livre de acordo com as seguintes bases: a) Cada município será governado por uma eleição municipal direta popular, integrado pelo Presidente Municipal e do número de conselheiros e curadores determinado por lei. Esta competência que esta Constituição concede o governo municipal deve ser exercida exclusivamente pela cidade e nenhuma autoridade intermediária alguma entre este e o Governo do Estado.”

##### Conflito de fronteira entre os estados peninsulares
Há uma disputa territorial em curso entre os três estados que compõem a península de Iucatã. Este conflito judicial ocorreu no dia 12 de fevereiro de 1997, quando o estado de Quintana Roo entrou com uma ação de inconstitucionalidade contra o estado de Campeche por suposta invasão do território para criar o último, em 1996, o município de Calakmul, cuja criação está supostamente invadida (de acordo com o estado de Quintana Roo) Quintana, 4810 km² de território, área em que são incorporados são mais de 20 comunidades rurais cujos habitantes, são um pouco mais de 20 000, não sabem em qual estado eles pertencem. Em 3 de maio desse mesmo ano no estado de Quintana Roo apresentou outro litígio contra o estado de Iucatã. A decisão do Supremo Tribunal Federal poderia custar ao estado de Iucatã perda de 5400 km².
Alternativamente limites de geoestatística foram desenhados pelo Instituto Nacional de Estatística e Geografia (INEGI) para enquadrar questões estatísticas, devido à imprecisão e falta de informação relativa aos aspectos políticos e administrativos de cada limites estaduais são apresentados; nos limites municipais apresentado pelo INEGI.

## Geografia

Os 106 municípios de Iucatã com os limites definidos pelo Instituto Nacional de Estatística e Geografia (INEGI).

### Localização
O estado de Iucatã está localizado no sudeste do México, na península de Iucatã.
A área do estado é de 43.379 km², representando 2,21% da área total do México. Iucatã também tem 340 km de costa marítima, o que representa 3,1% do total de nacional.
As fronteiras geográficas, coordenadas geográficas são 21° 36' norte, 19° 32' sul (latitude norte); 87° 32' leste, 90° 25' oeste (de longitude oeste). O estado tem fronteiras com o estado de Quintana Roo; a oeste com o estado de Campeche e no norte do Golfo do México.

### Hidrografia
A costa de Iucatã, no Golfo do México, que varia de cidade de Celestún e aos limites orientais de Río Lagartos no município de Tizimín. Possui uma extensão aproximada de 378 km, o que representa 3,8% de todos litoral em México.

## Ecologia

### Área protegidas
As áreas protegidas no interior do estado, totalizando 62 229 091,20 hectares. Em Iucatã há dois parques nacionais, o Dzibilchantún e o outro ao lado da cidade chamada Arrecife Alacranes; com proteção do local de flora e fauna, chamado Otoch ma'ax yetel kooh. Também tem duas reservas de biosfera que são Ria Lagartos e Ria Celestún.

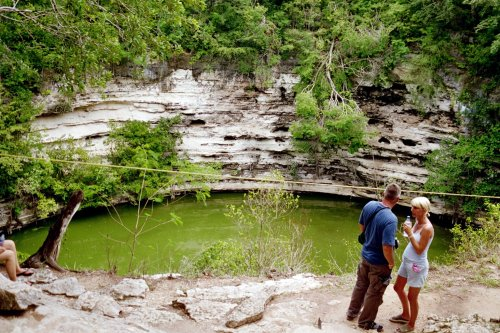
Cenote sagrado em Chichén Itzá

As áreas protegidas têm ajudado a conservar a biodiversidade da organização, mas a maioria não têm condições adequadas de trabalho e monitoramento.

## Educação
Em 2010, no Estado, 141 753 pessoas com mais de oito anos não sabia ler ou escrever.
O estado tem cerca de 1 332 pré-escolas, 1535 escolas primárias, 625 escolas secundárias, 119 escolas filiadas à Secretaria de Educação Pública, junto com outras instituições afiliadas a universidades, os dois últimos níveis fazer o ensino secundário.
A maior parte do ensino superior é concentrada em Mérida. A Universidade Autônoma do Iucatã é considerada o maior local de ensino no Estado, e como uma das cinco melhores universidades públicas do México, além de ser classificado como uma das melhores da América Latina. Na capital, também destacar outras universidades como o Instituto Tecnológico de Mérida, da Universidade Tecnológica Metropolitana, da Universidade Marista de Mérida, da Universidade Anahuac Mayab, da Universidade Modelo e da Universidade Mesoamericana de San Agostinho enquanto no estande do norte do estado Instituto de Tecnologia de Conkal, da Universidade de Oriente e Instituto de Tecnologia de Tizimín , todas consideradas entre as 360 melhores universidades do país.

## Saúde
A expectativa de vida no estado foi de 75,4 anos em 2010. Sendo igual à média de mortalidade infantil nacional. A mortalidade infantil foi de 13,7 por 1.000 nascidos vivos em 2011. Segundo dados do Instituto Mexicano do Seguro Social em 2010, 60,2% da população infantil de Iucatã tinha sobrepeso ou obesidade. A população de Iucatã tem uma prevalência de diabetes mellitus 11,8%, hipertensão de 32,4% e 29,9% de obesidade em todas as faixas etárias da população.
A cobertura do sistema de saúde era quase universal no início de 2011, uma vez que teve uma adesão Popular. Embora 99,4% de certeza, de acordo com uma nota informativa da Presidência da República, a cobertura universal foi conseguido na sua totalidade em Setembro de 2011.

## Turismo

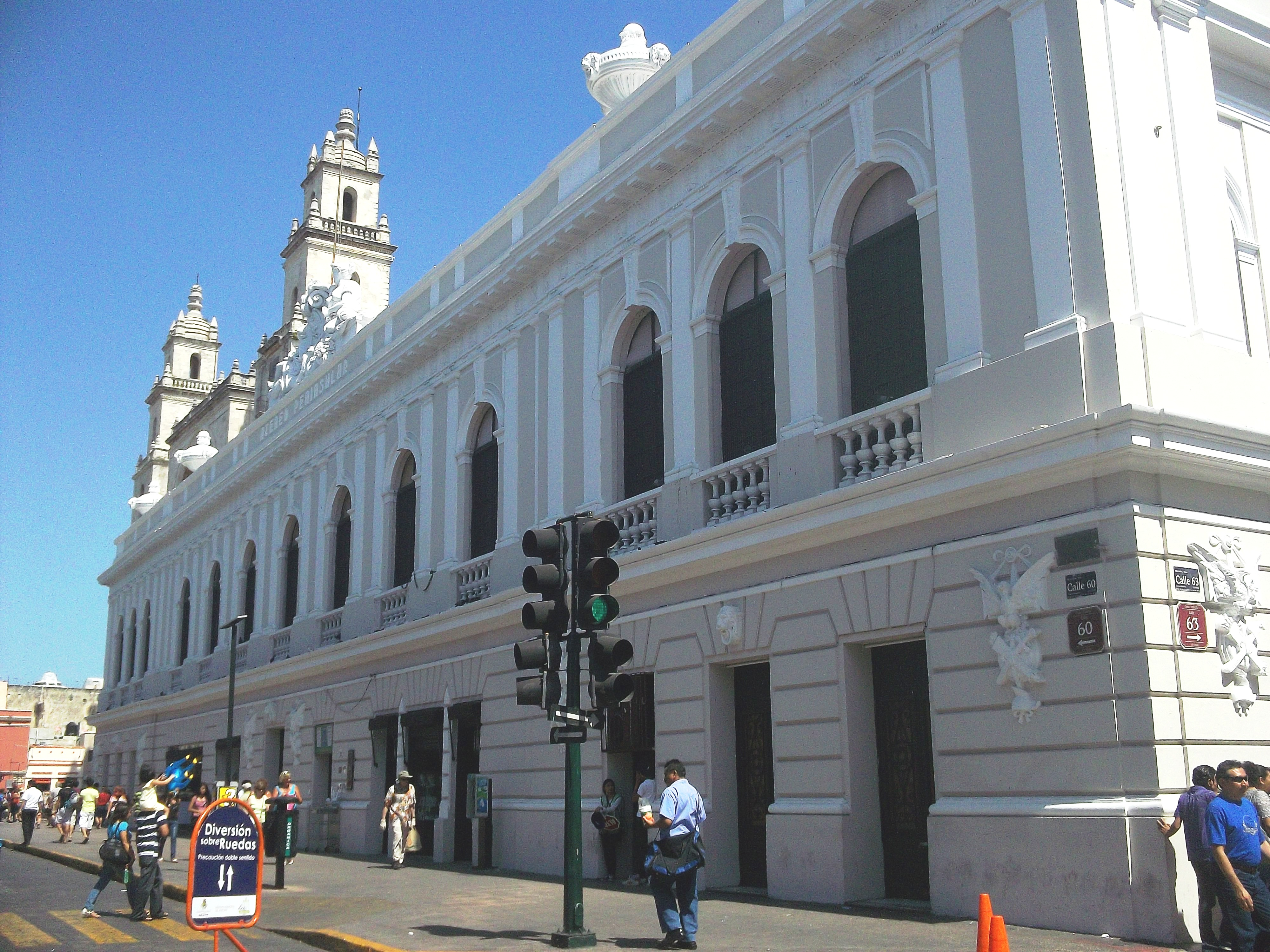
Museu de Arte Contemporânea Ateneo do Iucatã, Mérida

A península de Iucatã como um todo, e do estado de Iucatã, em especial, é uma região com turística, razão pela qual o turismo tornou-se nos últimos 25 anos no negócio com maior potencial econômico. Principalmente, turismo cultural (arqueológico, gastronômico, histórico) e ecológico, particularmente espeleológico.
Estima-se que existem mais de 1.600 sítios arqueológicos no território. Além disso, Iucatã tem vários portos, dentre os quais Celestún, Progreso, Telchac Puerto, Sisal, El Cuyo e Chicxulub, o último porto é o mais próximo do epicentro da cratera de Chicxulub gerado por um asteroide de 65 milhões de anos e vinculado à extinção dos dinossauros. Como resultado do impacto de Chicxulub, uma rede de cavernas.
As propriedades se tornaram importância turística a partir da última década do século XX, como eles se tornaram lugares de descanso. A cultura do estado é também uma atração turística, roupas, música e tradições. O turismo em Iucatã é um destaque as construções coloniais do século XVI e XVII, principalmente nas cidades de Mérida, Valladolid, Izamal e em outras cidades do estado.

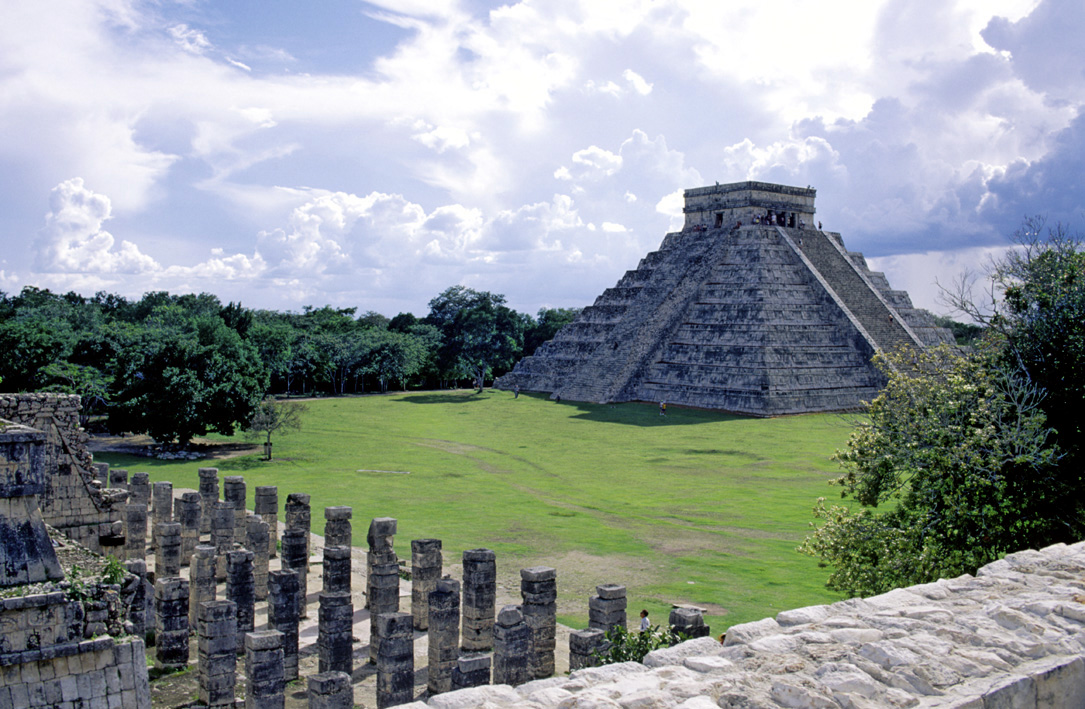
Vista panorâmica do Castelo de Chichén com o Templo das Mil Colunas em primeira plano

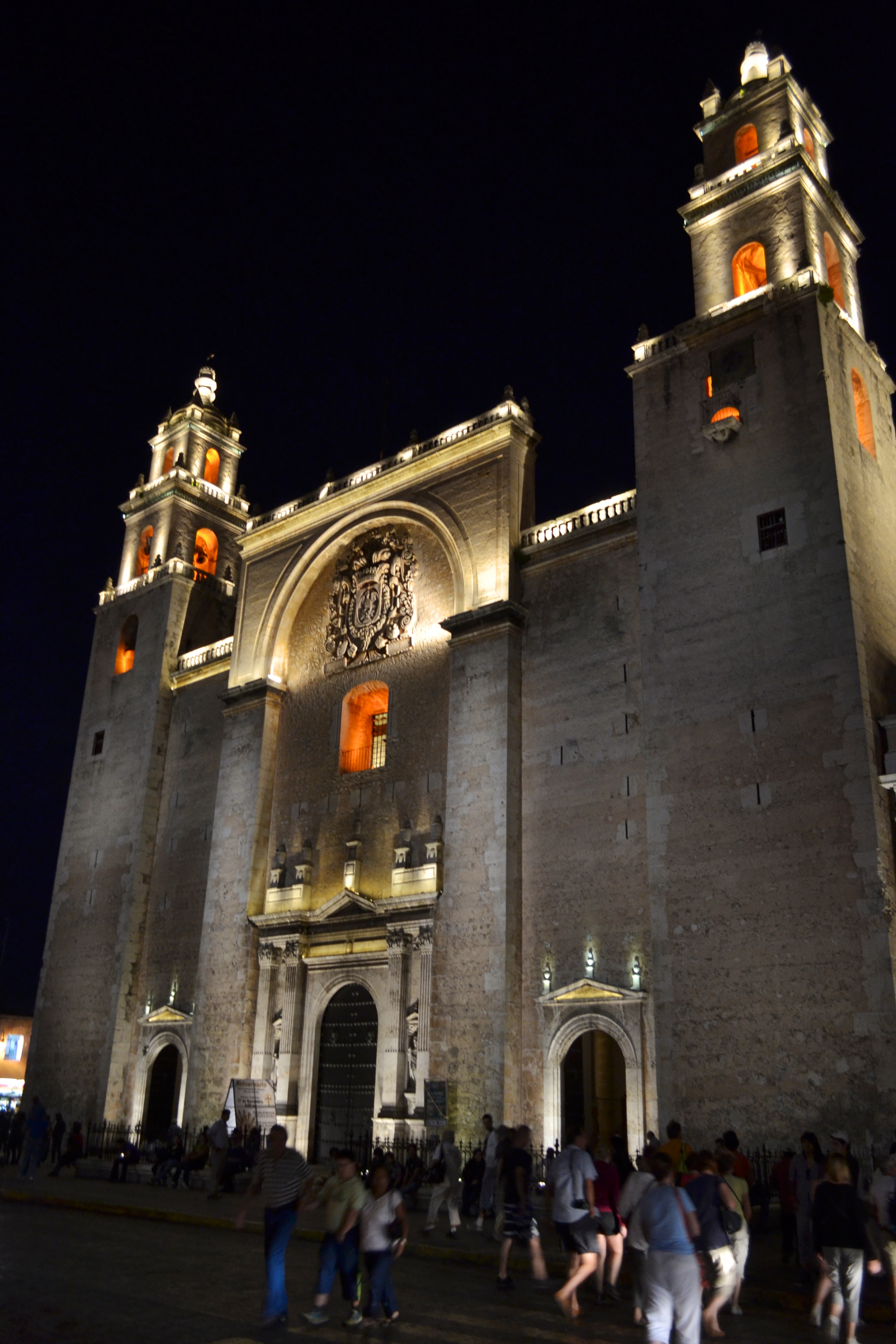
Catedral de San Ildefonso, Mérida